# Качулата кукувица
Качулатата кукувица (Clamator glandarius) е птица от семейство Кукувицови (Cuculidae). Среща се и в България.

## Физически характеристики
Вида е малко по-голям от обикновената кукувица 35-39 cm дължина, но изглежда много по-голям заради широките крила и дългата тясна опашка.
За разлика от обикновената кукувица, нито майката, нито излюпените пиленца на този вид изхвърлят яйцата на гостоприемника, но младите свраките често умират, защото не могат да се конкурират успешно с кукувицата за храна.
Възрастните са сиво със стройно тяло, дълга опашка и силни крака. Има сива украса на главата, сиви крила, жълтеникава гушка и горна част на гърдите, и белезникави петна отгоре. Половете са сходни, слабо изразен полов диморфизан. Младите имат чернокафява горна част и глава, и кестеняви пера. Вида при полет наподобява сврака.

## Разпространение
Гнезди в Африка, Мала Азия и южна Европа. Установена в Англия, Белгия, Германия, Дания, Швеция, Холандия, Албания. Гнездящите извън Африка птици зимуват в тропична Африка. В България видът е критични застрашен

## Начин на живот и хранене
Храни се с едри насекоми и техните ларви.

## Размножаване
Качулата кукувица е гнездови паразит. Снася яйцата си в гнездата на други птици, основно гнезда на свраката, рядко в гнезда на скорци, папуняци и керкенези. За един размножителен сезон, женската може да снесе в гнездата на гостоприемниците до 12–15 яйца. Мътенето трае 10–14 дни.